# Schutzengelkapelle (Gissigheim)

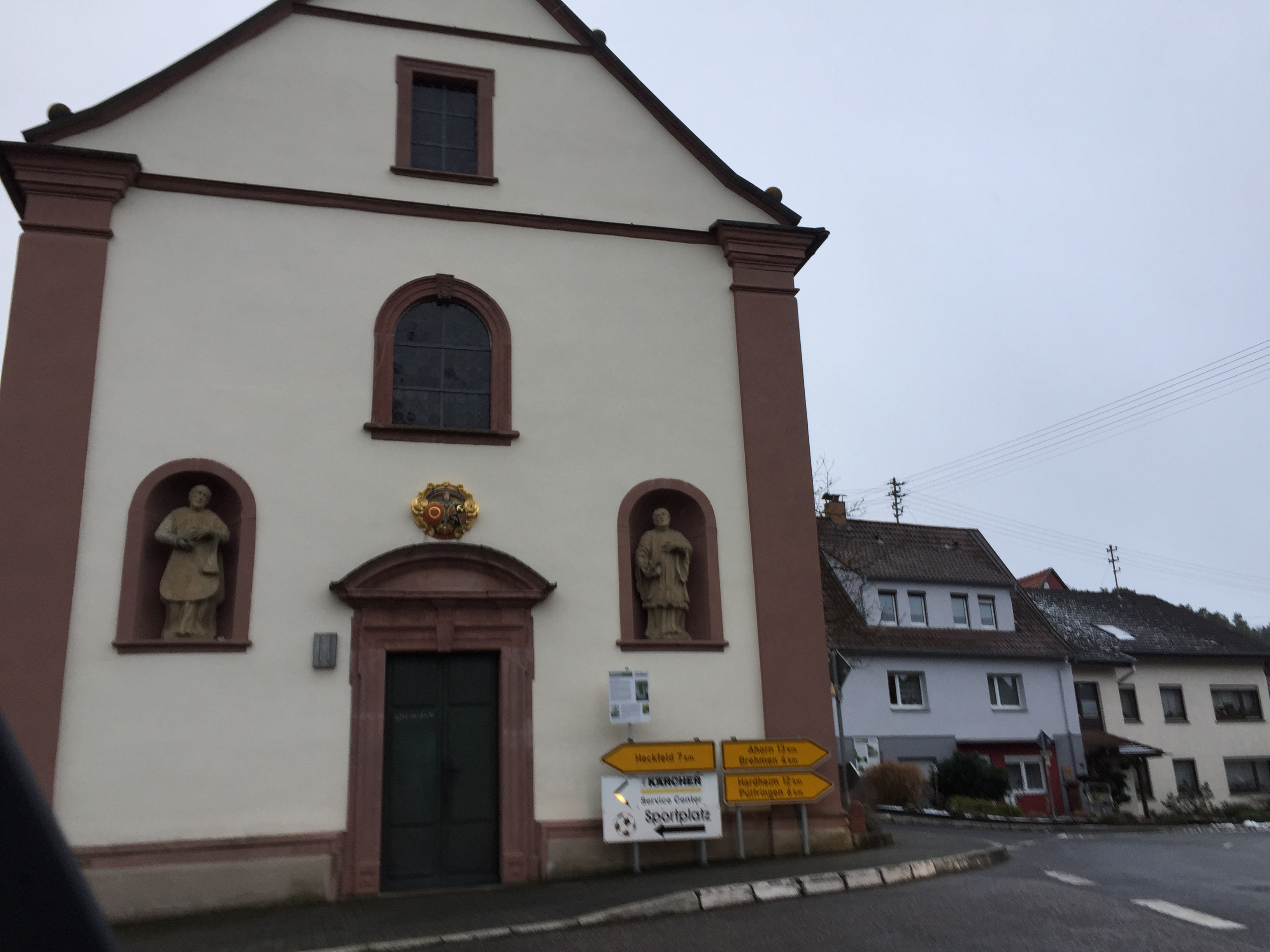
Die Schutzengelkapelle in Gissigheim

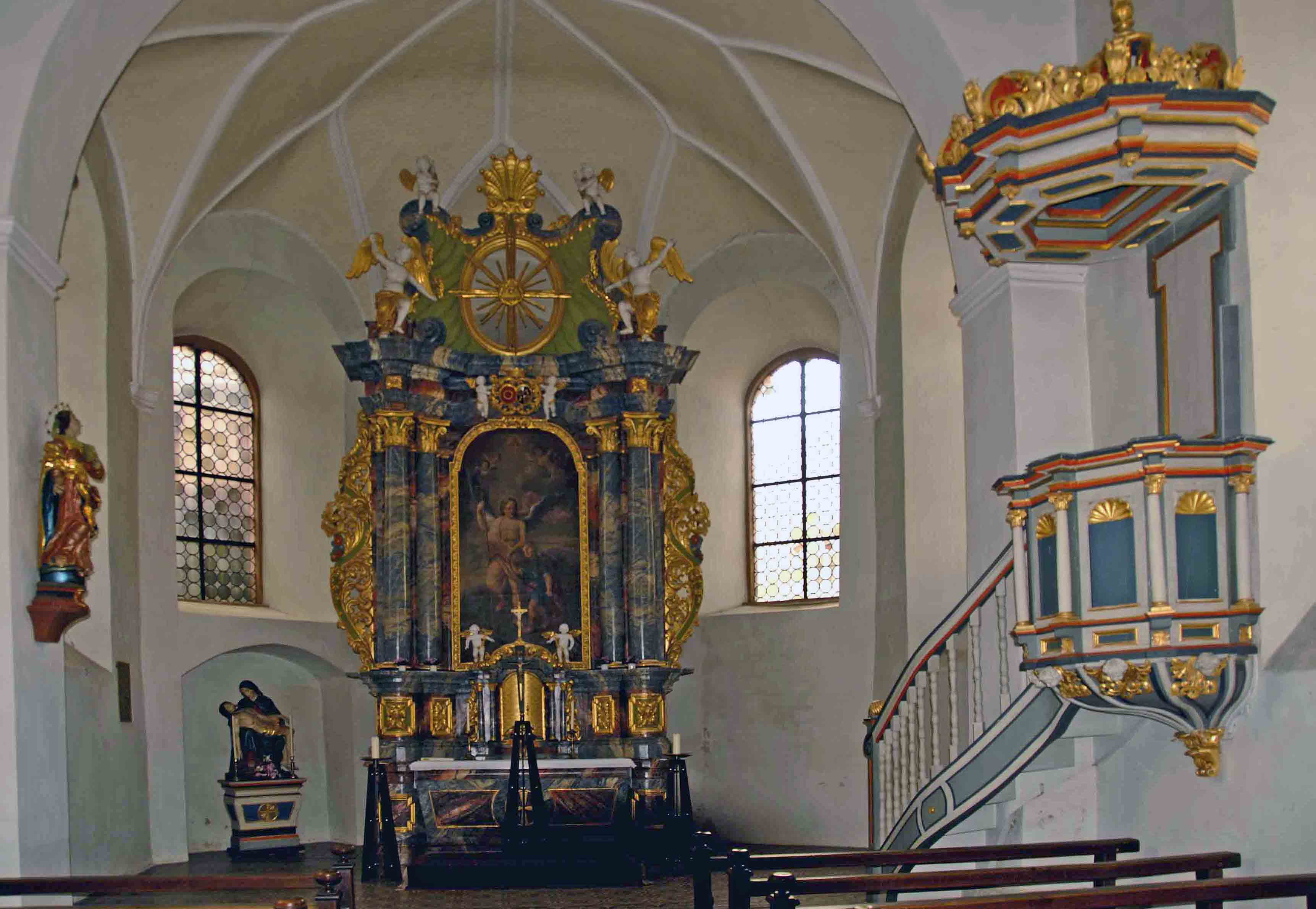
Im Inneren der Kapelle

Die Schutzengelkapelle ist eine im Jahre 1712 erbaute barocke Kapelle in Gissigheim im Main-Tauber-Kreis.

## Geschichte
Die Kapelle wurde im Jahre 1712 durch das Gissigheimer Adelsgeschlecht von Bettendorf als herrschaftliche Gruft erbaut. Der Sohn des Erbauers widmete die Kapelle aus Dankbarkeit für seine Befreiung aus türkischer Gefangenschaft den heiligen Schutzengeln. Seit 1739 feiert die Kirchengemeinde St. Peter und Paul alljährlich am ersten Sonntag im September das Schutzengel-Fest. Das Wappen der Bettendorfs ist heute noch auf dem barocken Altar zu sehen. Ein großes Weihnachtsbild in der Kapelle stammt aus der alten Pfarrkirche. Es wurde 1683 von Johann Paul Codomann gemalt.
Die Schutzengelkapelle gehört zur Seelsorgeeinheit Königheim, die dem Dekanat Tauberbischofsheim des Erzbistums Freiburg zugeordnet ist.

## Kirchenbau und Ausstattung
Die Schutzengelkapelle in Gissigheim verfügt über eine historische Glocke aus der Mitte des 18. Jahrhunderts. Die Glocke hängt in einem Holzbockstuhl in einem hölzernen Dachreiter. Die Glocke verfügt über keinen Uhrenschlag.